# Алексишвили, Алексий Гивиевич
Алекси́й Ги́виевич Алексишви́ли (груз. ალექსი გივის ძე ალექსიშვილი, род. 1974, Тбилиси, Грузия) — грузинский политический деятель, министр финансов Грузии (30 июня 2005 года — 30 августа 2007 года), президент Национального банка Грузии (с 30 августа 2007 года).

## Образование
Окончил экономический факультет Тбилисского государственного университета в 1996 году, в 2002—2004 году проходил стажировку и окончил Университет Дьюка, Дарем, Северная Каролина, США, магистр по программе «Политика международного развития» по специальности «Государственные финансы и управление».

## Карьера
После выпуска в 1996—1999 годах работал в Тбилисском институте экономических отношений, одновременно был главным специалистом парламента Грузии. В 1999—2001 годах — помощник председателя парламента Грузии Зураба Жвания. С апреля 1991 член Ассоциации молодых экономистов Грузии, а с 1994 по 2001 годы её председатель, поддерживает членство в ассоциации до настоящего времени.
С апреля 2001 по июнь 2002 работал заместителем министра финансов Грузии, а с июля 2004 по декабрь — первым заместителем министра финансов Грузии. 17 декабря 2004 занял пост министра экономического развития. Преемник курса Кахи Бендукидзе на либеральные экономические реформы.
С июня 2005 по сентябрь 2007 министр финансов Грузии.
Алексий Алексишвили был избран председателем Комиссии ООН по устойчивому развитию в каденцию 2006 года. Во время его председательства 14-я сессия КУР ООН была сосредоточена на работе в следующих областях: энергетика для устойчивого развития, изменение климата, загрязнение воздуха и борьба с ними, промышленное развитие.
30 августа 2007 года назначен на должность президента Национального банка Грузии.
С февраля 2008 года по декабрь 2008 года Алексишвили вошел в совет директоров инвестиционного холдинга Kala Capital LLC, который руководил созданием одной из крупнейших дочерних компаний — АО «Прогресс Банк». В июне 2010 года Алексишвили был участником и докладчиком на региональном совещании «Введение в выявление и управление финансовыми рисками для энергетических проектов», Вена, Австрия, организованном Международным агентством по атомной энергии. Он также был участником и докладчиком на Форуме развивающихся рынков Евразии, Тун, Швейцария.
С декабря 2007 года и по настоящее время Алексишвили является председателем совета директоров Консультационной группы по вопросам политики и управления (PMCG) — одной из ведущих региональных консалтинговых компаний. Он руководит стратегической деятельностью компании в Грузии и других странах СНГ. Участвует в различных национальных, региональных и международных проектах, связанных с реформами фискальной политики и экономическим развитием.

## Публикации
- April 2004 — Research on Tax Policy and Public Finance Management in Georgia in 1995—2003.
- April 2000 — Report — «Licensing System and Business Regulations in Georgia». Published by USAID and AMEX International Inc.
- June 1999 — Report — «Comments on Taxation Code and Policy». Bulletin of Georgian Centre of Strategic Research and Development.
- April 1999 — Report — «Education System and Problems in Georgia». Bulletin of Georgian Centre of Strategic Research and Development.
- August 1998 — Report on «Foreign Economic Policy of Georgia», Bulletin of Association of Young Economists.
- June 1998 — Article on «Economic Reforms and International Organisations in Georgia». Newspaper: «Resonance».
- August 1997 — Report on «Economic Situation in Ninotsminda Region, Georgia», ISAR Publications.
- May 1996 — Thesis on «Monetary Policy in Georgia», Tbilisi State University Press.
- September 1996 — Report on «Social-Economic Processes in South Osetia (Georgia)», TACIS Publications.

## Семья
Женат, имеет двух детей.